# Time Stood Still
Time Stood Still ist ein US-amerikanischer Kurzfilm von André de la Varre aus dem Jahr 1956. Der Produzent Cedric Francis war mit dem Film für einen Oscar nominiert.

## Inhalt

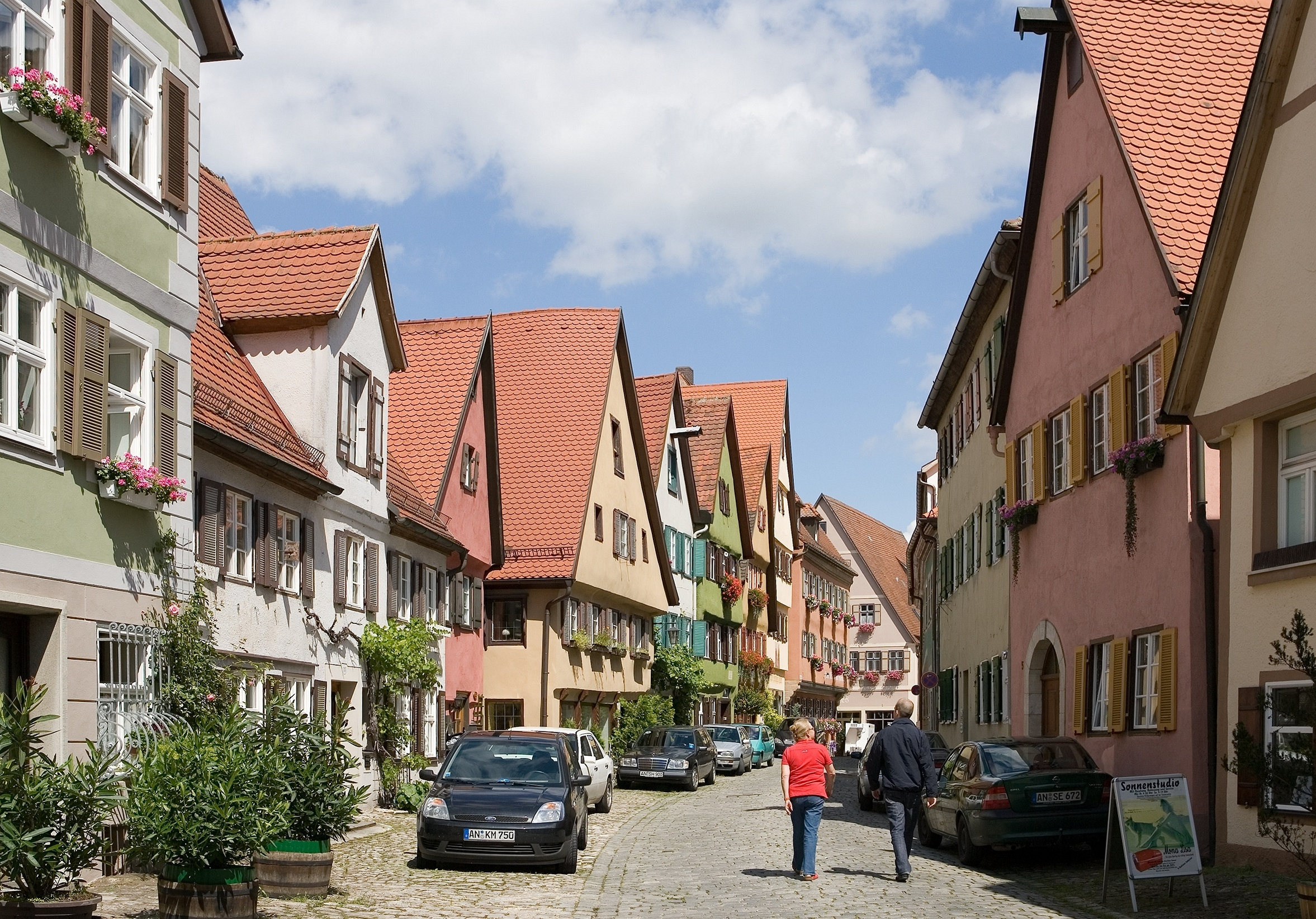
Elsasser Gasse in Dinkelsbühl

Die mittelfränkische Stadt Dinkelsbühl, ein bedeutender Tourismusort an der Romantischen Straße, steht im Mittelpunkt des Kurzfilms. Die Stadt zieht Touristen aus aller Welt aufgrund des gut erhaltenen spätmittelalterlichen Stadtbildes an.
Zu sehen ist unter anderem das Nördlinger Tor, der Hezelhof, ein Patrizierhaus aus dem 16. Jahrhundert, sowie der Rothenburger Torturm, in dem einst Folterungen stattfanden. Neben dem Münster und der St.-Paulskirche, werden auch einige romantische Gassen, wo Pferdewagen für Touristen bereitstehen, gezeigt.

## Produktion, Veröffentlichung
Produziert wurde der Film von Warner Brothers Scope Gem, die Marketing-Kurzfilme unter dieser Bezeichnung im CinemaScope-Breitbildformat erstellte, bei denen es sich überwiegend um Reiseberichte handelte.
Time Stood Still hatte in den USA am 21. April 1956 Premiere.

## Auszeichnung
Oscarverleihung 1957:
- Oscarnominierung für Cedric Francis in der Kategorie „Bester Kurzfilm“ (1 Filmrolle). Die Auszeichnung ging jedoch an Konstantin Kalser und seinen Film Crashing the Water Barrier über den (gelungenen) Versuch, einen Geschwindigkeitsweltrekord auf dem Wasser aufzustellen.[1]